# المرأة الخارقة
المرأة الخارقة (بالإنجليزية: Superwoman) هي شخصية خيالية من دي سي كومكس من إبتكار جيري سيغل وجورج روسوس، ظهرت الشخصية لأول مرة في القصص المصورة في عام 1943.